# Самотнім надається гуртожиток
«Самотнім надається гуртожиток» (рос. «Одиноким предоставляется общежитие») — радянський художній фільм, поставлений у 1983 році режисером Самсоном Самсоновим за сценарієм Аркадія Ініна.

## Сюжет
Віра Голубєва — працівниця текстильного комбінату, живе в гуртожитку. У вільний час вона влаштовує долю своїх подруг. Хоча заняття це безкорисливе і неформальне, Віра підходить до нього професійно: працює з пресою, розсилає шлюбні оголошення по всьому Радянському Союзу і ретельно підбирає женихів. Сама Віра самотня, гуляючи на чужих весіллях, забула мріяти про власне сімейне щастя. У чисто жіночому колективі гуртожитку з'являється новий комендант Віктор Петрович — колоритний колишній моряк, кинутий дружиною. Спочатку він намагається боротися з заведеними порядками і прикрити шлюбну контору Віри. Але незабаром Віктор Петрович починає розуміти, що Віра — та сама жінка, яку він шукав все життя.

## У ролях
- Наталія Гундарева —  Віра Миколаївна Голубєва
- Олександр Михайлов —  Віктор Петрович Фролов, комендант
- Тамара Сьоміна —  Лариса Євгенівна, вихователь
- Фрунзик Мкртчян —  Вартан, чоловік Ніни
- Олена Драпеко —  Ніна
- Віктор Павлов —  Ілля Бєлєнький («Боцман»), друг Віктора
- Тетяна Божок —  Маша
- Тетяна Агафонова —  Ліза Лаптєва
- Олена Майорова —  Іра Санько
- Віра Трофімова —  Мілочка
- Олена Скороходова —  Галина
- Людмила Конигіна —  Люся
- Олена Антонова —  Валя
- Марія Скворцова —  тітка Зіна, вахтерка
- Людмила Шевель —  Женя
- Володимир Симонов —  Митя, наречений Люськи
- Анна Фроловцева —  Алла Петрівна, член комісії

## Знімальна група
- Режисер — Самсон Самсонов
- Сценарист — Аркадій Інін
- Оператор — Віктор Якушев
- Композитор — Євген Дога
- Художник — Петро Кисельов